# Jayhawk
Jayhawk è il nome in codice di un processore, mai arrivato sul mercato, il cui sviluppo è stato portato avanti per diversi mesi da parte di Intel tra il 2003 e il 2004.

## La genesi di Jayhawk e i problemi incontrati
Quando Intel pianificò il passaggio ai 90 nm con le CPU Pentium 4 basate sul core Prescott, non si aspettava di certo tutti i problemi relativi al nuovo processo produttivo, tra cui l'elevata dissipazione termica. Jayhawk, nei piani originari, avrebbe dovuto essere il successore di Nocona per le CPU Xeon DP (biprocessore), atteso all'esordio, prima nel corso del 2004, e poi posticipato di sei mesi fino al primo trimestre 2005, prima di essere completamente annullato per i troppi problemi emersi in fase di sviluppo.
A quel tempo Intel si stava ancora sforzando di dimostrare la longevità dell'architettura NetBurst alla base del Pentium 4 (e dei contemporanei Xeon) e Jayhawk, insieme con la sua controparte per i sistemi desktop, Tejas, avrebbe dovuto costituire un ulteriore prolungamento di tale architettura.

### Caratteristiche tecniche
Il progetto di Jayhawk era fortemente basato su quello della controparte desktop Tejas, e condivideva con esso la quasi totalità delle caratteristiche aggiungendo però a questo la circuiteria necessaria al funzionamento in modalità SMP (Simultaneous Multi Processor), dovendo essere integrato in sistemi biprocessore.

## La cessazione dello sviluppo di Jayhawk
Il 7 maggio 2004 Intel annunciò l'abbandono del progetto Jayhawk, poco dopo averne completato il tape-out: le motivazioni alla base della cancellazione non sono mai state rese note direttamente, ma si presume fossero legate alla difficoltà di contenere il consumo complessivo di questo processore, in abbinamento a frequenze di lavoro molto elevate; sembra infatti che un modello di Jayhawk con clock di 2,8 GHz, (quindi notevolmente al di sotto della prevista frequenza di introduzione) consumasse ben 150 W, contro i circa 100 W di un analogo modello basato su Nocona. Intel, del resto, stava già affrontando problemi di questo tipo con il core Prescott del Pentium 4, soprattutto a frequenze di lavoro superiori a 3 GHz, le uniche tra l'altro che giustificassero in parte l'utilizzo di questo nuovo core, più lento a parità di clock rispetto al "vecchio" Northwood ma in grado, almeno sulla carta, di aumentare considerevolmente la frequenza massima raggiungibile. In fondo non c'erano inizialmente molti motivi per cui questa strategia non avrebbe dovuto funzionare: quando fu presentato il primo Pentium 4 Willamette, la stessa cosa accadeva nei confronti del Pentium III. I Pentium III a 1 GHz erano più veloci dei primi Pentium 4 a 1,4 GHz, a causa della maggiore efficienza della propria architettura, ma ormai lo sviluppo dei Pentium III non poteva più proseguire e la nuova architettura NetBurst dimostrò l'enorme scalabilità annunciata dai suoi sostenitori.
Assieme alla CPU Jayhawk anche lo sviluppo del core Tejas per i Pentium 4 subì uno stop. Considerando che Intel nel 2000 prevedeva di poter portare l'architettura del Pentium 4 fino a 10 GHz, questo resta l'insuccesso più pubblicizzato, se non più grave, nella storia del marchio.

## Il cambio di strategia
Questo brusco cambiamento di programma costrinse Intel ad anticipare di un anno l'uscita sul mercato delle soluzioni dual core Smithfield, inizialmente attese nel corso del 2006 e arrivate sul mercato invece nel maggio 2005 con il nome commerciale di Pentium D. Con questo tipo di processori le prestazioni aumentano in virtù della parallelizzazione del codice e non della frequenza di funzionamento sempre più elevata.
Non avendo pronto uno Xeon DP dual core, Intel decise di realizzare una variante del core Paxville, originariamente progettato per gli Xeon MP (multiprocessore) e chiamata Paxville DP, per poter fornire tale modello anche nel campo dei serve biprocessore in contemporanea a quanto era disponibile per il settore desktop con Smithfield.

### La nuova architettura
Il passaggio ai processori dual core Pentium D, ha cambiato la strategia di Intel per il raggiungimento delle prestazioni ma essi erano ancora basati sull'ultima evoluzione dell'architettura NetBurst, introdotta con Prescott, e continuavano a soffrire di prestazioni deludenti (a confronto con la concorrenza) e alti consumi. La vera svolta si è avuta quando Intel ha abbandonato completamente l'architettura NetBurst per abbracciare a metà 2006 in tutti i settori di mercato la nuova Intel Core Microarchitecture, derivata da quella alla base del fortunato progetto Pentium M, molto più efficiente e dai consumi decisamente più contenuti. I primi rappresentanti della nuova architettura sono stati i Core 2 Duo Merom nell'ambito mobile, Conroe per il settore desktop, Woodcrest per gli Xeon DP e Tigerton per gli Xeon MP (il progetto originale Whitefield è stato cancellato).